# Goniurosaurus hainanensis
Espèce
Synonymes
- Goniurosaurus lichtenfelderi hainanensis
Barbour, 1908

Goniurosaurus hainanensis est une espèce de geckos de la famille des Eublepharidae.

## Répartition
Cette espèce est endémique de Hainan en Chine. Il se trouve plus souvent au centre de l'ile vers le mont Wuzhi

## Description
C'est un insectivore, nocturne et terrestre.

## Étymologie
Son nom d'espèce, composé de hainan et du suffixe latin -ensis, « qui vit dans, qui habite », lui a été donné en référence au lieu de sa découverte.

## Publication originale
- Barbour, 1908 : Some New Reptiles and Amphibians. Bulletin of the Museum of Comparative Zoology at Harvard College, vol. 51, p. 315-325 (texte intégral).